# Unterseeboot 547
L'Unterseeboot 547 (ou U-547) est un sous-marin allemand utilisé par la Kriegsmarine pendant la Seconde Guerre mondiale.

## Historique
Après son temps de formation à Stettin dans la 4. Unterseebootsflottille jusqu'au 31 décembre 1943, l'U-545 est affecté à une unité de combat à la base sous-marine de Lorient dans la 2. Unterseebootsflottille. À la suite de l'avancée des forces alliées en France, il rejoint la 33. Unterseebootsflottille à Flensbourg à partir du 1er octobre 1944.
Cet U-Boot est équipé d'un schnorchel avec lequel il navigue en août 1944, bien qu'il ait été installé avant cette date.
Après avoir été sérieusement endommagé par des mines dans l'estuaire de la Gironde près de Pauillac le 13 août 1944, l'U-547 est mis hors service le 31 décembre 1944 à Stettin.

## Affectations successives
- 4. Unterseebootsflottille du 16 juin 1943 au 31 décembre 1943
- 2. Unterseebootsflottille du 1er janvier 1943 au 30 septembre 1944
- 33. Unterseebootsflottille du 1er octobre 1944 au 31 décembre 1944

## Commandement
- Fregattenkapitän Kurt Sturm du 16 juin 1943 au 18 avril 1944
- Oberleutnant Heinrich Niemeyer du 18 avril 1944 au 31 décembre 1944

## Navires coulés
L'U-547 a coulé de 2 navires marchands pour un total de 8 371 tonneaux, ainsi qu'un navire de guerre auxiliaire de 750 tonnes au cours des 3 patrouilles qu'il effectua.